# Marcelo Bosch
Marcelo Bosch (7. ledna 1984, Buenos Aires) je bývalý argentinský ragbista, který hrál nejčastěji jako tříčtvrtka a také jako zadák a útoková spojka. Za Argentinu odehrál 39 zápasů a připsal si 60 bodů (2007-2015). Zúčastnil se MS 2011 a MS 2015.
Na klubové úrovni dokázal vyhrát anglickou ligu s klubem Saracens (2015, 2016, 2018, 2019), třikrát Evropský pohár mistrů (2016, 2017, 2019) a v roce 2014 Anglicko-Velšský pohár. Minimálně na začátku sezony 2019/20 byl součástí amatérského klubu Burton RFC, kde byl hráčem i koučem.

## Klubová kariéra
- 2003 - 2006 Belgrano Athletic Club

- 2006 - 2013 Biarritz

- 2013 - 2019 Saracens